# Sarcófago de Velletri

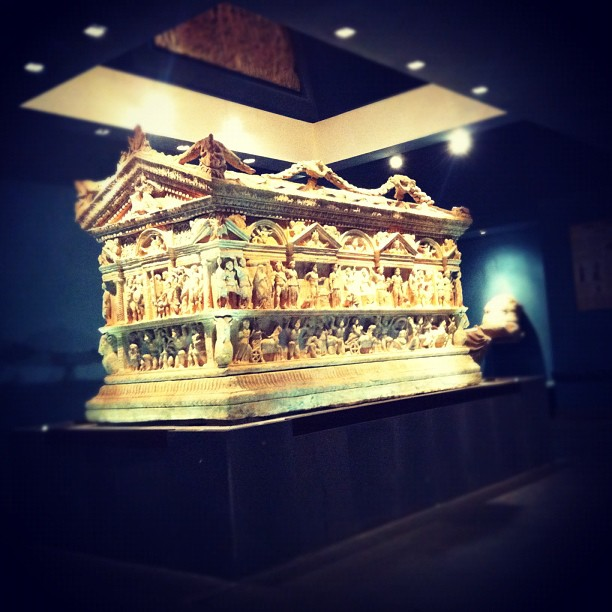
Vista frontal do lado esquerdo do sarcófago. Embora a fotografia seja pobre, o lado é reconhecível pelo caos do registo inferior

O Sarcófago de Velletri é uma sarcófago romano, exibindo influência possivelmente asiática e grega. Ele apresenta Hércules e outras divindades pagãs emolduradas por registos em colunas de estilos clássicos dóricos e jónicos, criando uma borda teatral ao redor das figuras. Foi criado logo após a conversão romana para a prática de sepultamento, quando os romanos deixaram de usar a cremação para enterrar os seus mortos, devido a novas ideias de uma vida após a morte.